# Xinjian
Xinjian (chinesisch 新建区, Pinyin Xīnjiàn Qū – „Neu eingerichteter Bezirk“) ist ein Stadtbezirk der bezirksfreien Stadt Nanchang in der chinesischen Provinz Jiangxi. Er hat eine Fläche von 2.160 km² und zählte im Jahr 2013 ungefähr 710.000 Einwohner. Sein Hauptort ist die Großgemeinde Zhangleng (长堎镇).

## Beschreibung
Der Bezirk liegt im Nordwesten von Nanchang und hat eine langgestreckte Form mit einer Ausdehnung von ungefähr 22 Kilometern von Südosten nach Nordwesten und 112 Kilometern von Kilometern von Südwesten nach Nordosten. Das Bezirksgebiet gehört zum Hügelland südlich des Jangtse. Die durchschnittliche Höhe über dem Meeresspiegel beträgt 50 Meter mit Variationen zwischen 13 Metern in der Gemeinde Nanji bis zur 799 Meter hohen Xiaotan-Spitze (肖坛峰). Grob lässt sich sagen, dass etwa jeweils ein Drittel Ebenen, ein Drittel Bergland und ein Drittel von der anteiligen Wasserfläche des Poyang-Sees eingenommen wird. Es herrscht ein mildes und feuchtes subtropisches Klima mit einer Jahresmitteltemperatur von 17,1 bis 17,8 °C und einem Jahresniederschlag von 1518 mm.

## Administrative Einteilung
Administrativ ist Xinjian weiter unterteilt in 12 Großgemeinden (镇,  Zhèn) und 7 Gemeinden (乡,  Xiāng):
Großgemeinden
Zhangleng (长堎镇)

Wangcheng (望城镇)

Shengmi (生米镇)

Xishan (西山镇)

Shigang (石岗镇)

Songhu (松湖镇)

Qiaoshe (樵舍镇)

Lehua (乐化镇)

Xixia (溪霞镇)

Xiangshan (象山镇)

Shibu (石埠镇)

Lianwei (联圩镇)
Gemeinden
Liuhu (流湖乡)

Houtian (厚田乡)

Jinqiao (金桥乡)

Tiehe (铁河乡)

Datangping (大塘坪乡)

Changyi (昌邑乡)

Nanji (南矶乡)

## Besonderheiten
In der Stadt Wangcheng befindet sich der Verbannungsort von Deng Xiaoping, an dem dieser von Oktober 1969 bis Februar 1973 lebte. Seit 2013 ist dort eine nationale Gedenkstätte eingerichtet. In der Gemeinde Datangping befinden sich Lagerhallen, die im 19. Jahrhundert zur Zeit der Qing-Dynastie errichtet wurden und jetzt ebenfalls unter Schutz stehen. Seit 2004 ist hier ein Kulturmuseum eingerichtet (Wangshan Tuku, 汪山土库).

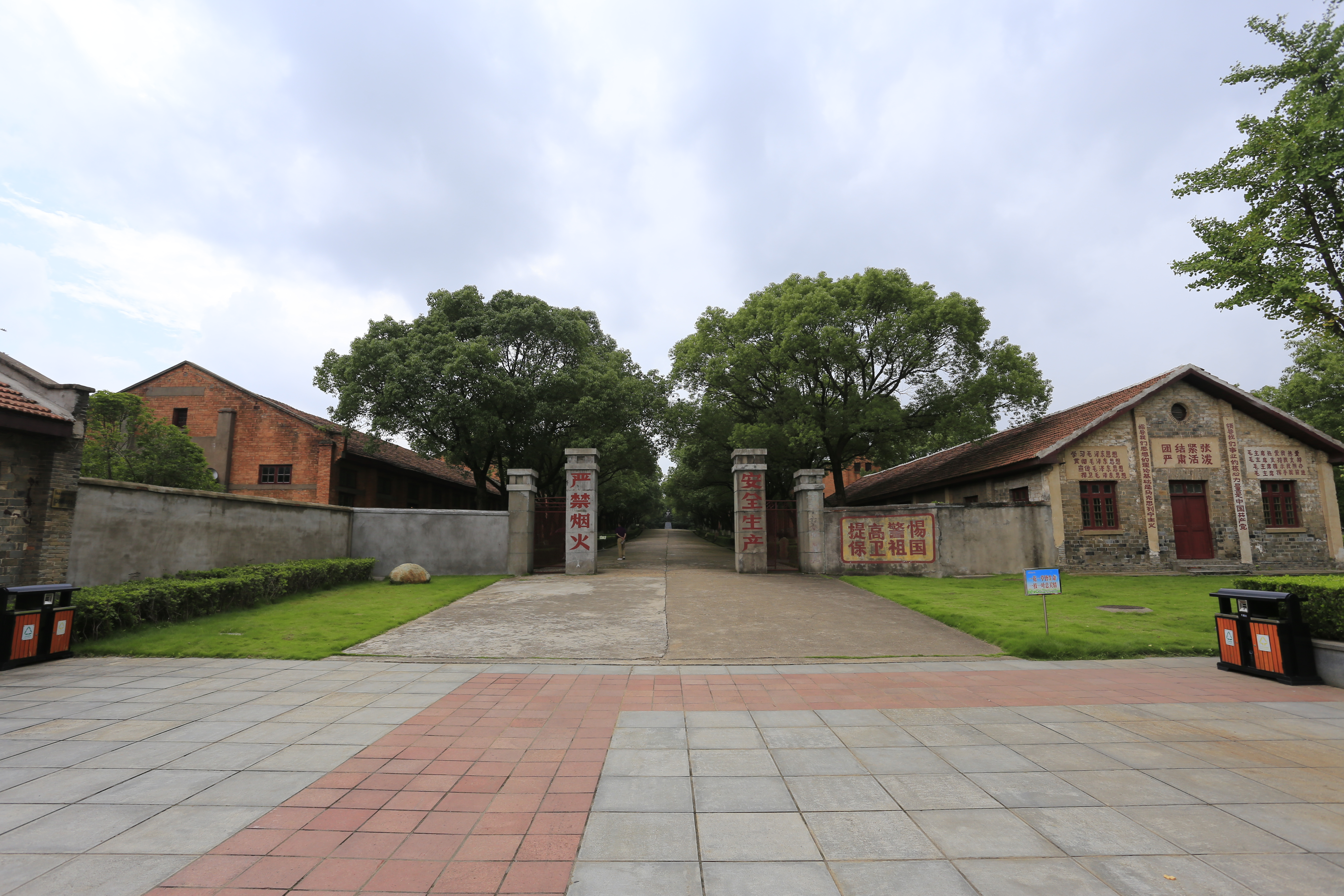
Gedenkstätte zum Verbannungsort Deng Xiaopings
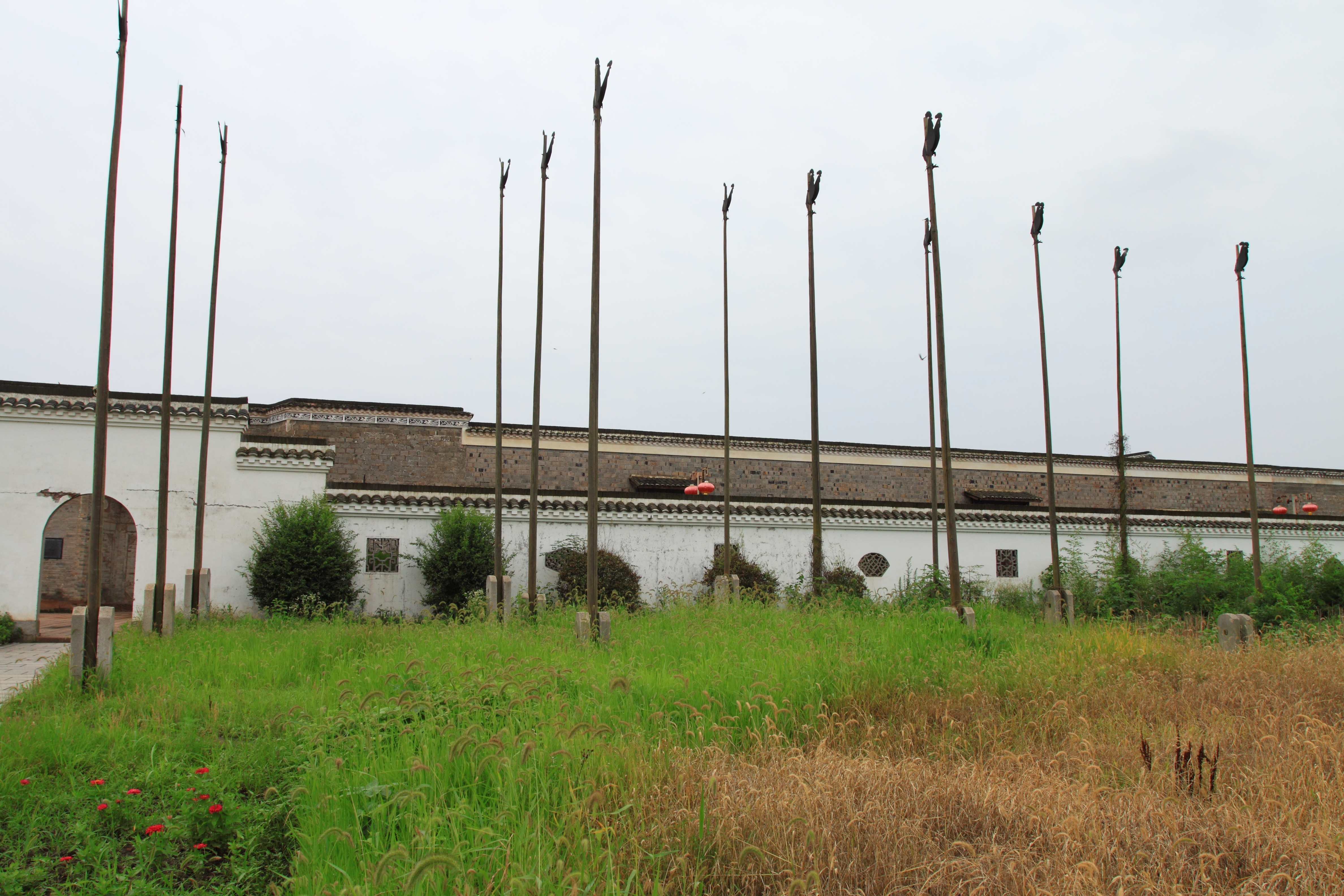
Wangshan Tuku, Außenansicht

## Administrative Gliederung
Auf Gemeindeebene setzt sich der Kreis aus zehn Großgemeinden und neun Gemeinden zusammen. 